# Cristóbal Martín Luengo
Cristóbal Martín Luengo (Valderrodrigo, alrededor de 1936-Bilbao, 8 de septiembre de 1987) fue un subteniente de la Guardia Civil asesinado por la banda terrorista Euskadi Ta Askatasuna.

## Biografía
Natural de la localidad salmantina de Valderrodrigo, Martín Luengo habría nacido alrededor de 1936. Como subteniente de la Guardia Civil, fue destinado al País Vasco, donde trabajaba en labores administrativas. El 8 de septiembre de 1987, en el barrio bilbaíno de Arangoiti, el etarra Joseba Koldobika Begoña, parte del comando Vizcaya, lo asesinó de un tiro en la nuca. Tenía entonces 51 años. Begoña y los otros terroristas que participaron en el asesinato —el Ministerio del Interior identificaría más tarde a uno de ellos como Félix Ignacio Esparza Luri— huyeron en un taxi robado a punta de pistola y dejaron al propietario abandonado en el maletero.
El asesinato suscitó la repulsa unánime de todo el esepctro político, salvo de Herri Batasuna. Begoña, autor material de su asesinato, sería detenido en Francia en 1990 y condenado a un total de 33 años y nueve meses de prisión, además de a indemnizar con 30 millones de pesetas a su viuda, con la que tenía tres hijos. Sin embargo, en 1999, cuando apenas había cumplido nueve años encarcelado, se le concedió el tercer grado por una depresión.